# 난독화
코드 난독화(obfuscation)는 프로그래밍 언어로 작성된 코드에 대해 읽기 어렵게 만드는 작업이다. 대표적인 사용 예로는 프로그램에서 사용된 아이디어나 알고리즘 등을 숨기는 것 등이 있다. 코드 난독화 과정을 거친 코드를 특정 기준에 의해 심사하는 대회도 있다.

## 개요
코드 난독화는 프로그램 코드의 일부 또는 전체를 변경하는 방법 중 하나로, 코드의 가독성을 낮춰 역공학에 대한 대비책을 제공한다. 난독화를 적용하는 범위에 따라 소스 코드 난독화와 바이너리 난독화로 나눌 수 있다. 또한, 난독화의 목적에 따라 각각 기술의 무단복제와 불법으로 침입하려는 프로그램을 방지하는 것으로 나뉘기도 한다.

## 원리
- 필요 이상으로 복잡한, 또는 아무것도 하지 않는 코드를 작성한다.
- 관련이 없는 여러 함수들을 뒤섞는다.
- 데이터를 알아보기 힘들게 인코딩한다.

### 만드는 방법
다음과 같은 소수인지를 판별하는 액션스크립트 3 소스에 있는 isPrime 함수를 난독화 시켜보자.
```
//난독화 할 함수.

function
 
isPrime
(
n
:
int
)
:
Boolean
{

	
var
 
r
:
int
 
=
 
0
;

	
while
(
r
*
r
<=
n
)
r
++;

	
r
--;//
r은
 
[
n의
 
제곱근
]
임
.

	
if
(
n
==
r
)
 
return
 
false
;//
n이
 
0
 
또는
 
1

	
if
(
n
<
4
)
 
return
 
true
;

	
if
(
n
%
2
==
0
 
||
 
n
%
3
==
0
 
||
 
n
%
r
==
0
){

		
return
 
false
;

	
}

	
for
(
var
 
i
:
int
 
=
 
6
;
i
<
r
;
i
+=
6
){

		
if
(
n
%
(
i
-
1
)
==
0
)
 
return
 
n
==
i
-
1
;

		
if
(
n
%
(
i
+
1
)
==
0
)
 
return
 
n
==
i
+
1
;

	
}

	
return
 
true
;

}

//함수 테스트

var
 
num
:
int
 
=
 
0
;

for
(
var
 
i
:
int
=
0
;
i
<=
100000
;
i
++
){

	
if
(
isPrime
(
i
))
 
num
++;

}

trace
(
num
);
//9592(π(100000))이 출력된다.

```

#### for를 while로 바꾸고, 특별한 변수를 쓴다.
- for 문을 while 문으로 바꾼다.
- 만약 for 문이 두 번 이상 중첩되었을 경우, 아래와 같이 특별한 변수를 쓴다.

```
int
 
i
,
j
;

for
(
i
=
0
;
i
<
9
;
i
++
)

for
(
j
=
0
;
j
<
9
;
j
++
)

printf
(
"%d*%d=%d
\n
"
,
i
+
1
,
j
+
1
,(
i
+
1
)
*
(
j
+
1
));

```

위 C 코드를
```
int
 
k
=
0
;

int
 
i
(
0
),
j
(
0
);

while
(
k
<
9
*
9
){

	
i
=
k
/
9
;
j
=
k
%
9
;

	
printf
(
"%d*%d=%d
\n
"
,
i
+
1
,
j
+
1
,(
i
+
1
)
*
(
j
+
1
));

	
k
++
;

}

```

이렇게 바꾼다.
그 결과, 첫 번째의 액션스크립트 코드는 다음과 같이 바뀐다. (함수 부분만)
```
function
 
isPrime
(
n
:
int
)
:
Boolean
{

	
var
 
r
:
int
 
=
 
0
;

	
while
(
r
*
r
<=
n
)
r
++;

	
r
--;

	
if
(
n
==
r
)
 
return
 
false
;

	
if
(
n
<
4
)
 
return
 
true
;

	
if
(
n
%
2
==
0
 
||
 
n
%
3
==
0
 
||
 
n
%
r
==
0
){

		
return
 
false
;

	
}

	
var
 
i
:
int
=
6
;

	
while
(
i
<
r
){

		
if
(
n
%
(
i
-
1
)
==
0
)
 
return
 
n
==
i
-
1
;

		
if
(
n
%
(
i
+
1
)
==
0
)
 
return
 
n
==
i
+
1
;

		
i
+=
6
;

	
}

	
return
 
true
;

}

```

#### 순환문을재귀함수로 바꾼다.
모든 순환문은 재귀 함수로 바꿀 수 있다. 함수의 인자로 함수 내부에 쓰이는 변수를 추가하고, 재귀적으로 호출을 시키는 방식이다.
while문의 조건을 if문으로 바꾸는 식으로 순환문을 다음과 같이 재귀 함수로 바꿀 수 있다.
```
function
 
isPrime
(
n
:
int
,
 
r
:
int
=
0
,
 
i
:
int
=
6
)
:
Boolean
{

	
if
((
r
+
1
)
*
(
r
+
1
)
<=
n
)
 
return
 
isPrime
(
n
,
 
r
+
1
,
 
i
);

	
else
 
if
(
n
==
r
)
 
return
 
false
;

	
else
 
if
(
n
<
4
)
 
return
 
true
;

	
else
 
if
(
n
%
2
==
0
 
||
 
n
%
3
==
0
 
||
 
n
%
r
==
0
)
 
return
 
false
;

	
else
 
if
(
i
<
r
)

		
if
(
n
%
(
i
-
1
)
==
0
)
 
return
 
n
==
i
-
1
;

		
else
 
if
(
n
%
(
i
+
1
)
==
0
)
 
return
 
n
==
i
+
1
;

		
else
 
return
  
isPrime
(
n
,
 
r
,
 
i
+
6
);

	
else
 
return
 
true
;

}

```

이 방식에서 생기는 문제는, 수많은 함수 호출로 인해 속도가 매우 느려진다는 것이다.

#### 구조를 난독화하고, 변수 이름을 의미없게 짓는다.
```
if
(
A
)
 
B
;
 
else
 
if
(
C
)
 
D
;
 
else
 
E
;

```

같은 if-else 문을 ?: 조건 연산자를 이용하여
```
A
?
B
:
C
?
D
:
E
;

```

로 바꿀 수 있다.
변수 이름을 무작위로 (예: int rabbitNum = 0;을 int m = 0;으로 바꿈) 지어서 코드를 더욱 난독화 시킬 수 있다.
```
function
 
isPrime
(
a
:
int
,
 
b
:
int
=
0
,
 
c
:
int
=
6
)
:
Boolean
{

	
return
 
(
b
+
1
)
*
(
b
+
1
)
<=
a
?
isPrime
(
a
,
 
b
+
1
,
 
c
)
:

	
a
==
b
?
false
:

	
a
<
4
?
true
:

	
a
%
2
==
0
 
||
 
a
%
3
==
0
 
||
 
a
%
b
==
0
?
false
:

	
c
<
b
?
a
%
(
c
-
1
)
==
0
?
a
==
c
-
1
:
a
%
(
c
+
1
)
==
0
?
a
==
c
+
1
:
isPrime
(
a
,
 
b
,
 
c
+
6
)
:
true
;

}

```

#### 내부 변수를 없앤다.
만약 내부 변수가 쓰인다면, 그것을 다른 것으로 치환한다.
예 : 다음 C 코드를 다음과 같이 바꾼다.
```
double
 
divide
(
int
 
a
,
 
int
 
b
){

double
 
c
 
=
 
a
/
(
double
)
b
;

return
 
c
;

}

```

c를 a/(double)b로 치환한다.
```
double
 
divide
(
int
 
a
,
 
int
 
b
){

return
 
a
/
(
double
)
b
;

}

```

#### 이름을 다시 한번 난독화한다.
함수 이름과 변수 이름을 바꾼다. 여기에서는 변수 이름을 _, __, ___으로 바꾸고, 함수 이름을 ____으로 바꿨다.
```
function
 
____
(
_
:
int
,
 
__
:
int
=
0
,
 
___
:
int
=
6
)
:
Boolean
{

	
return
 
(
__
+
1
)
*
(
__
+
1
)
<=
_
?
____
(
_
,
 
__
+
1
,
 
___
)
:

	
_
==
__
?
false
:

	
_
<
4
?
true
:

	
_
%
2
==
0
 
||
 
_
%
3
==
0
 
||
 
_
%
__
==
0
?
false
:

	
___
<
__
?
_
%
(
___
-
1
)
==
0
?
_
==
___
-
1
:
_
%
(
___
+
1
)
==
0
?
_
==
___
+
1
:
____
(
_
,
 
__
,
 
___
+
6
)
:
true
;

}

```

#### 리터럴을 없앤다.
리터럴을 함수 인자로 넘겨주는 방법을 쓸 수도 있고, 살짝 위험하기는 하지만, 1을 a/a와 같이 다른 변수로 치환시키는 방법을 쓸 수도 있다.
비록 권장하는 방법은 아니지만, 여기에서는 후자의 방법을 쓰겠다.
```
function
 
____
(
_
:
int
,
 
__
:
int
=
0
,
 
___
:
int
=
6
)
:
Boolean
{

	
return
 
(
__
+
___
/___)*(__+___/
___
)
<=
_
?
____
(
_
,
 
__
+
___
/
___
,
 
___
)
:

	
_
==
__
?
_
-
_
:

	
_
<
___
-
(
__
+
_
+
__
-
_
)
/__?_/
_
:

	
_
%
(
__
/__+_/
_
)
==
_
-
_
 
||
 
_
%
(
__
*
___
/(__+__))==__-__ || _%__==___-___?___/
___
-
_
/
_
:

	
___
<
__
?
_
%
(
___
-
_
/_)==__/
__
-
___
/___?_==___-__/
__
:
_
%
(
___
+
___
/
___
)
==
__
+
_
-
__
-
_
?

	
_
==
___
+
___
/___:____(_, __, ___+(__*___*(_+_+_)+__*_*___+(__+__)*___*_)/
_
/__/
___
)
:
_
;

}

```

#### 스페이스, 탭 등을 없앤다.
여기에서는 한 줄로 적으면 너무 길어지므로, 적당히 줄바꿈을 하였다.
```
function
 
____
(
_
:
int
,
__
:
int
=
0
,
___
:
int
=
6
)
:
Boolean
{
return
(
__
+
___
/___)*(__+___/
___
)
<=
_
?
____
(
_
,
__
+
___
/
___
,
___
)
:
_
==
__
?
_
-
_
:

_
<
___
-
(
__
+
_
+
__
-
_
)
/__?_/
_
:
_
%
(
__
/__+_/
_
)
==
_
-
_
||
_
%
(
__
*
___
/(__+__))==__-__||_%__==___-___?___/
___
-
_
/
_
:
___
<
__
?

_
%
(
___
-
_
/_)==__/
__
-
___
/___?_==___-__/
__
:
_
%
(
___
+
___
/___)==__+_-__-_?_==___+___/
___
:

____
(
_
,
__
,
___
+
(
__
*
___
*
(
_
+
_
+
_
)
+
__
*
_
*
___
+
(
__
+
__
)
*
___
*
_
)
/_/
__
/
___
)
:
_
}

```

#### 최종 결과
```
function
 
____
(
_
:
int
,
__
:
int
=
0
,
___
:
int
=
6
)
:
Boolean
{
return
(
__
+
___
/___)*(__+___/
___
)
<=
_
?
____
(
_
,
__
+
___
/
___
,
___
)
:
_
==
__
?
_
-
_
:

_
<
___
-
(
__
+
_
+
__
-
_
)
/__?_/
_
:
_
%
(
__
/__+_/
_
)
==
_
-
_
||
_
%
(
__
*
___
/(__+__))==__-__||_%__==___-___?___/
___
-
_
/
_
:
___
<
__
?

_
%
(
___
-
_
/_)==__/
__
-
___
/___?_==___-__/
__
:
_
%
(
___
+
___
/___)==__+_-__-_?_==___+___/
___
:

____
(
_
,
__
,
___
+
(
__
*
___
*
(
_
+
_
+
_
)
+
__
*
_
*
___
+
(
__
+
__
)
*
___
*
_
)
/_/
__
/
___
)
:
_
}

//함수 테스트

var
 
num
:
int
 
=
 
0
;

for
(
var
 
i
:
int
=
0
;
i
<=
100000
;
i
++
){

	
if
(
____
(
i
))
num
++;

}

trace
(
num
);
//9592

```

## 사용 예
- 자바스크립트 코드의 용량을 줄이는 데 쓰는 Packer는, 또한 자바스크립트를 읽기 어렵게 하는 데 쓰인다.

## 같이 보기
- 스파게티 코드
- 난해한 프로그래밍 언어
- 콰인 (전산학)
- 다형성 코드
- 소스 대 소스 컴파일러
- 디지털 권리 관리